# Henry Lewis Jaffe
Henry Lewis Jaffe (* 1896 in New York City; † 1979) war ein amerikanischer Pathologe. Mit Jakob Erdheim, Louis Lichtenstein (1906–1977), Fritz Schajowicz und David Dahlin (1917–2003) war er einer der großen Knochenpathologen.

## Leben
Jaffe studierte Medizin an der New York University und  promovierte 1920 zum M.D. Internships machte er am Bellevue Hospital Center (Chirurgie) und am  Montefiore Medical Center (Innere Medizin). Bei David Marine im Montefiore wandte er sich der Pathologie zu. Mit 28 Jahren wurde er Pathologiechef in einer orthopädischen Klinik. In dieser Stellung blieb er fast 40 Jahre. Nachdem er 1964 pensioniert worden war, vollendete er den 2. Band von Bone Pathology (1972).
Seine Vorlesungen am Hospital for Joint Diseases, NewYork-Presbyterian Hospital, New York Medical College und Albert Einstein College of Medicine waren legendär. Sein Konsil war in der ganzen Welt gefragt. Jaffe identifizierte die Entitäten von Knochenzysten, Osteoblastom, Osteoid-Osteom, Riesenzelltumor,  Eosinophilem Granulom,  Pigmentierter villonodulärer Synovialitis, Chondroblastom,  Nicht ossifizierendem Fibrom,  Fibröser Dysplasie und Chondromyxoidfibrom.
Vor seinem Tod und vor dem Anschluss Österreichs ließ Erdheim seine Präparatesammlung Jaffe überbringen. Jaffe vermachte seine und Erdheims Sammlung Henry J. Mankin (Boston). Jaffes Sammlung umfasst über 3.000 Fälle.

## Werke
- Tumors and Tumorous Conditions of Bone and Joints. Lea & Febiger, Philadelphia 1968.[3]
- Metabolic, Degenerative and Inflammatory Diseases of Bone and Joints. Lea & Febiger, Philadelphia 1972.